# Flavio Mogherini
Flavio Mogherini (* 25. März 1922 in Arezzo; † 23. April 1994 in Rom) war ein italienischer Szenen- und Kostümbildner sowie Filmregisseur.

## Leben
Mogherini studierte am Centro Sperimentale di Cinematografia und arbeitete ab 1947 bis 1973 an zahlreichen Filmen als Szenen- und Kostümbildner. Dabei traf er auf viele der wichtigsten Regisseure seines Landes, u. a. Pier Paolo Pasolini (bei Accattone 1961) und Mauro Bolognini (bei Das Haus in der Via Roma im selben Jahr). Seine besonderen Fähigkeiten waren in Kostümfilmen (wie Die Fahrten des Odysseus, Attila, die Geißel Gottes und Die unglaublichen Abenteuer des Herkules) ebenso deutlich wie bei Aufgaben, die eine akkurate Wiedergabe des Italien des ausgehenden 19. und beginnenden 20. Jahrhunderts (wie in Tolpatsch macht Karriere und Es war Nacht in Rom) oder auch des zeitgenössischen Milieus erforderten (wie in Pasolinis Filmen).
Mit dem unbedeutenden Anche se volessi lavorare, che faccio? debütierte Mogherini als Regisseur und schuf bis zu seinem Tode noch etliche Filme nach eigenen Drehbüchern, die nicht zuletzt durch optischen Einfallsreichtum einigen Erfolg beim Publikum hatten.
Er ist der Vater von Federica Mogherini.

## Filmografie (Auswahl)
- 1968: Keine Rosen für OSS 117 (Pas de roses pour OSS 117)
- 1977: Blutiger Zahltag (La ragazza del pigiama giallo)
- 1982: Vollgas (I camionisti)
- 1986: Das blonde Mysterium (La ragazza del lillà)